# Rose Clark
Pour les articles homonymes, voir Clark.
Harriet Candace Rose Clark (1852 - Buffalo (New York), 28 novembre 1942) est une peintre et photographe pictorialiste américaine du début du XXe siècle.

## Biographie
Rose Clark est née en 1852 à La Porte.
Elle est surtout connue pour les photographies qu'elle a exposées avec Elizabeth Flint Wade sous leur nom commun.

## Galerie

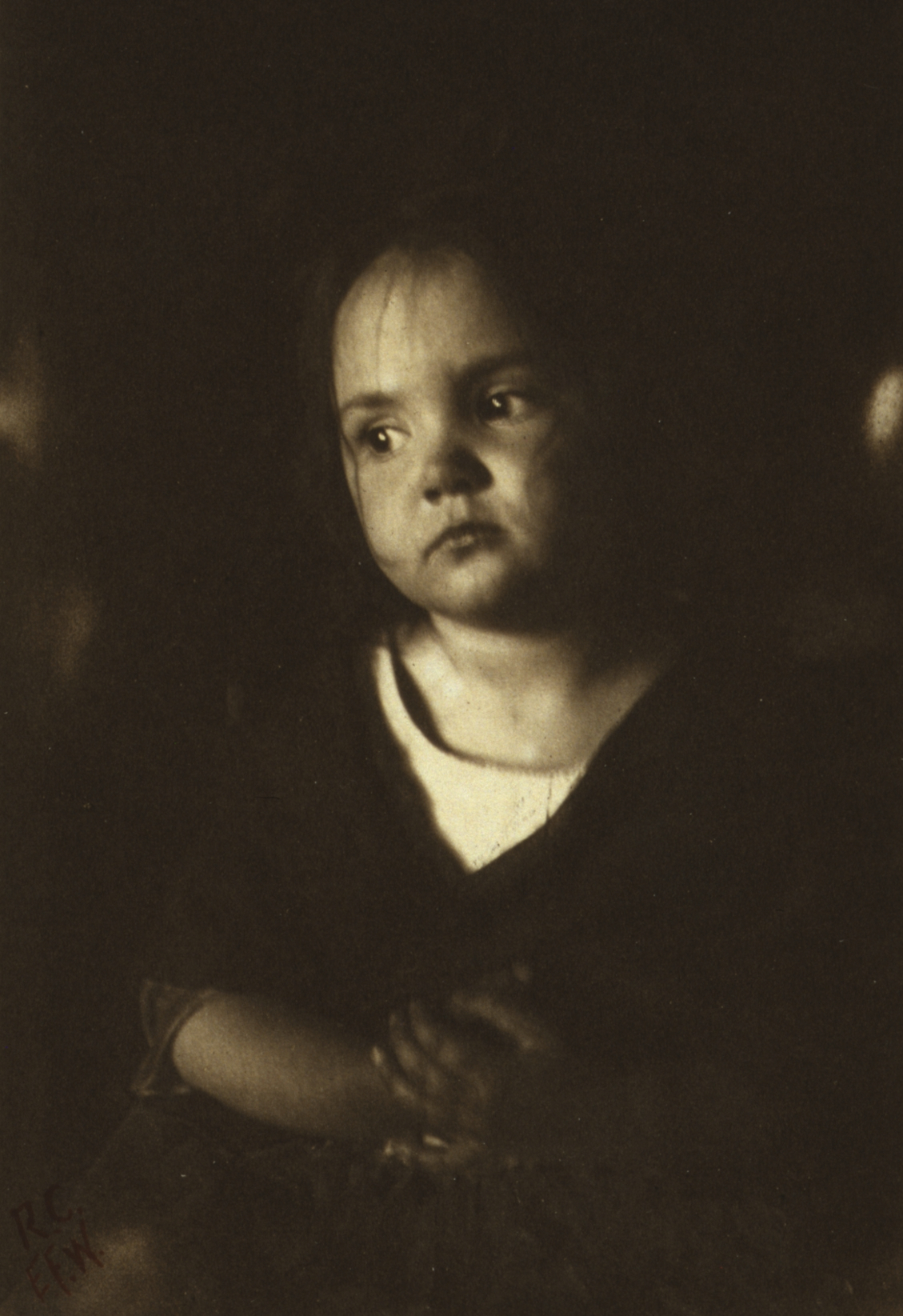
Annetje, 1898, tirage platine-palladium.
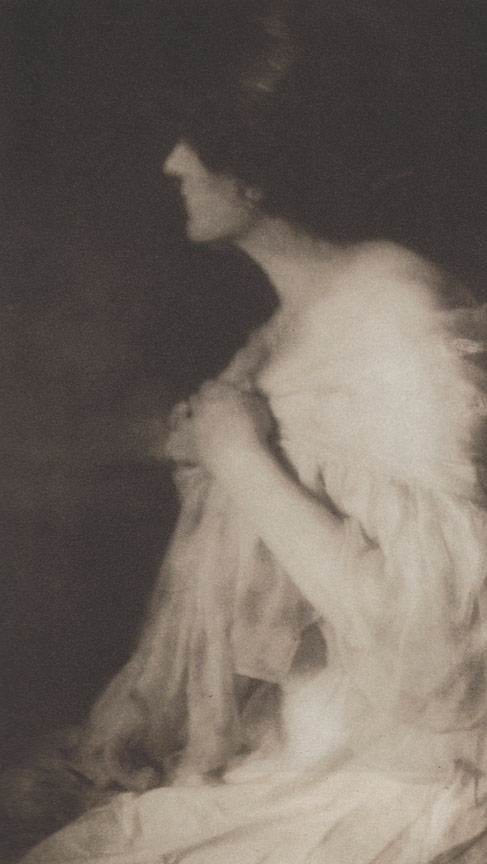
Miss M, publié dans Camera Notes (en), vol. 4, no  4, 1900.
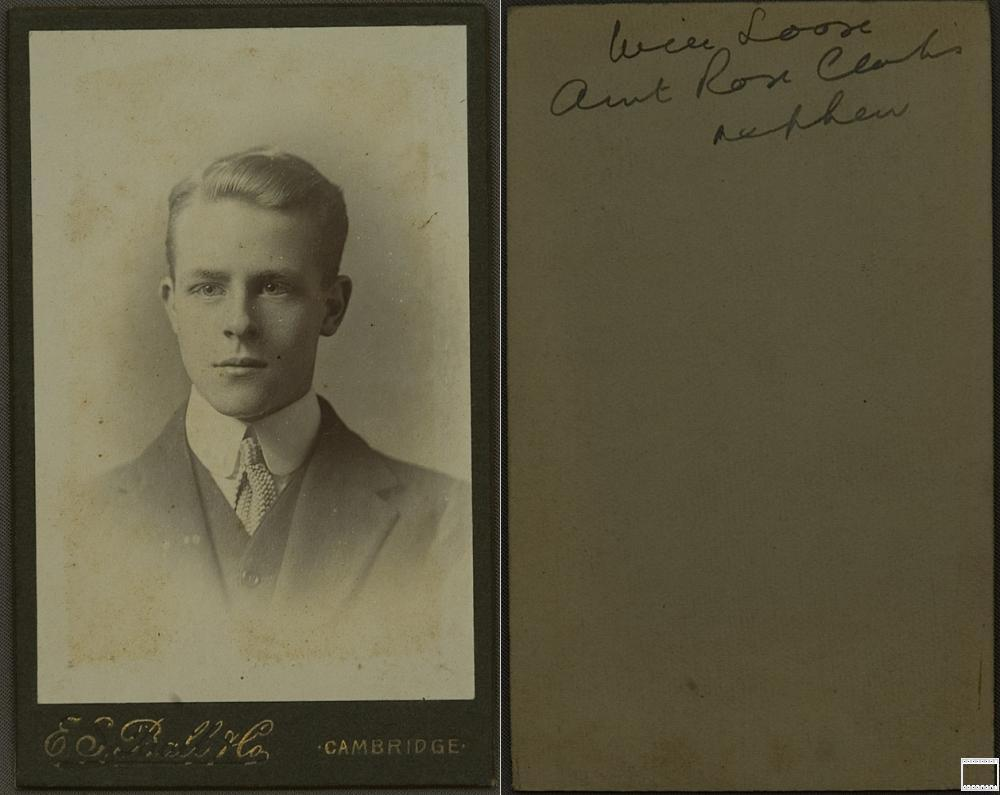
Will Loose, neveu de Rose Clark.

## Source
- (en) Cet article est partiellement ou en totalité issu de l’article de Wikipédia en anglais intitulé « Rose Clark » (voir la liste des auteurs).